# 詹姆斯·克羅寧 (橄欖球)
詹姆斯·克羅寧（英語：James Cronin；1990年11月23日—）是一位愛爾蘭橄欖球運動員。他是愛爾蘭國家橄欖球隊的一員，代表愛爾蘭參加了2015年橄欖球六國賽。